# Earle Spencer
Robert Earle Spencer (* 1926 in Welborn (Kansas)) war ein US-amerikanischer Jazzmusiker (Posaune, Arrangement, Komposition) der späten Swingära.

## Leben und Wirken
Spencer lernte Posaune an der Northeast High School in Kansas City. Mit 14 Jahren gründete er seine erste Band in Los Angeles und hatte noch andere Bands als Teenager, in denen er auch sang. 1944 wurde er zum Wehrdienst einberufen; 15 Monate verbrachte er im Hospital. 1946, nach seiner Entlassung aus der US-Kriegsmarine, gründete er sein eigenes Orchester. Spencer nahm dann in Hollywood von August bis Oktober 1946 eine Reihe von Titeln wie „Spenceria“  und „Gangbusters“ für das Black & White-Label auf und engagierte dafür einige Musiker, die in bekannteren Orchestern arbeiteten. Darunter waren Skeets Herfurt, Morty Corb, Arvin Garrison, Barney Kessel, Irving Ashby, Tony Rizzi, Gene Sargent, Artie Shapiro, Al Killian, Ray Linn, Red Callender und Milt Raskin. Bei einer weiteren Aufnahmesitzung im nächsten Jahr gehörten Jimmy Knepper, Herb Geller,  Buddy Childers, Art Pepper und Laurindo Almeida zur Band. Die Arrangements, die eng an den Progressive Jazz von Stan Kenton angelehnt waren, stammten häufig von seinen Musikern.
Sein Orchester nahm während seiner relativ kurzen Existenz rund 30 Titel auf, darunter drei erweiterte zweiteilige Darbietungen wie „E. S. Boogie“.  Spencer trat mit seinem Orchester auf Tourneen im Südwesten und Mittleren Westen der USA auf. Als Bigbands aufgrund wechselnden Musikgeschmacks und kultureller Veränderungen wirtschaftlich herausgefordert wurden, gelang es Spencer, seine Band noch bis 1948 zusammenzuhalten. 1949 gründete er eine weitere Band, die er im selben Jahr aufgeben musste. Im Jahr 1950 entstanden Einspielungen einer anderen großformatigen Band unter seinem Namen, die vermutlich nur zu den Studioterminen zusammenkam.

## Diskographische Hinweise
- The Complete Black & White Recordings 1946–1949 (Fresh Sound Records)[1]